# スペース・ウェスタン

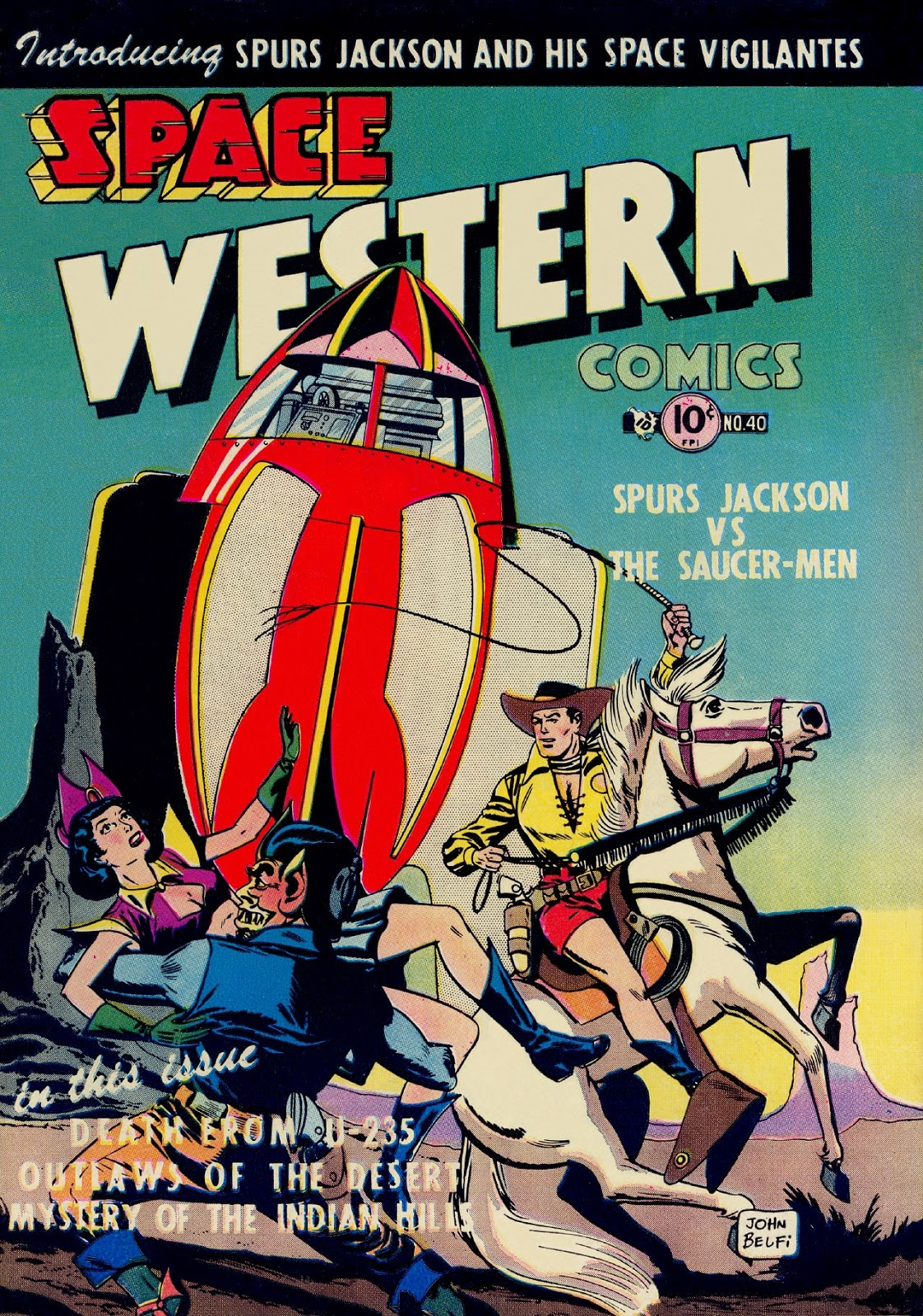
スペース・ウェスタンを題材にしたパルプ・マガジンの表紙

スペース・ウェスタン（英: Space Western）は、サイエンス・フィクション（SF）のサブジャンルの一つで、SFのストーリーに西部劇の要素が盛り込まれている作品を指す。基本的な設定としては、宇宙空間のフロンティアを探索し、ロボット馬に乗り光線銃を持つカウボーイが登場するというものである。当初は人気ジャンルだったもののハック・ライティングが反発を呼び、それは1980年代に人気が回復するまでジャンルに大きな悪影響を及ぼした。2000年代に入り『ファイヤーフライ 宇宙大戦争』が放送されると、スペース・ウェスタンへの再評価の動きが起きた。

## 舞台設定
スペース・ウェスタンは宇宙開発を「最後のフロンティア」と捉えている。このテーマは宇宙におけるカウボーイの存在が明確に示されており、またスペースオペラにいくらかの影響を与えている:3–4。ジーン・ロッデンベリーは自身が手がけた『宇宙大作戦』をスペース・ウェスタンと説明している。『ファイヤーフライ 宇宙大戦争』及び劇場版完結編である『セレニティー』は、『宇宙大作戦』によって大衆化したスペース・ウェスタン的要素（フロンティア・タウン、馬、ジョン・フォード的な古典的西部劇スタイル）を盛り込んでいる。テラフォーミングされた世界は古典的な西部開拓と同様の挑戦を提示するとされ、西部劇で活躍した6連発の回転式拳銃と馬は、スペース・ウェスタンでは光線銃とロケットがその役割を担っている。

## 歴史

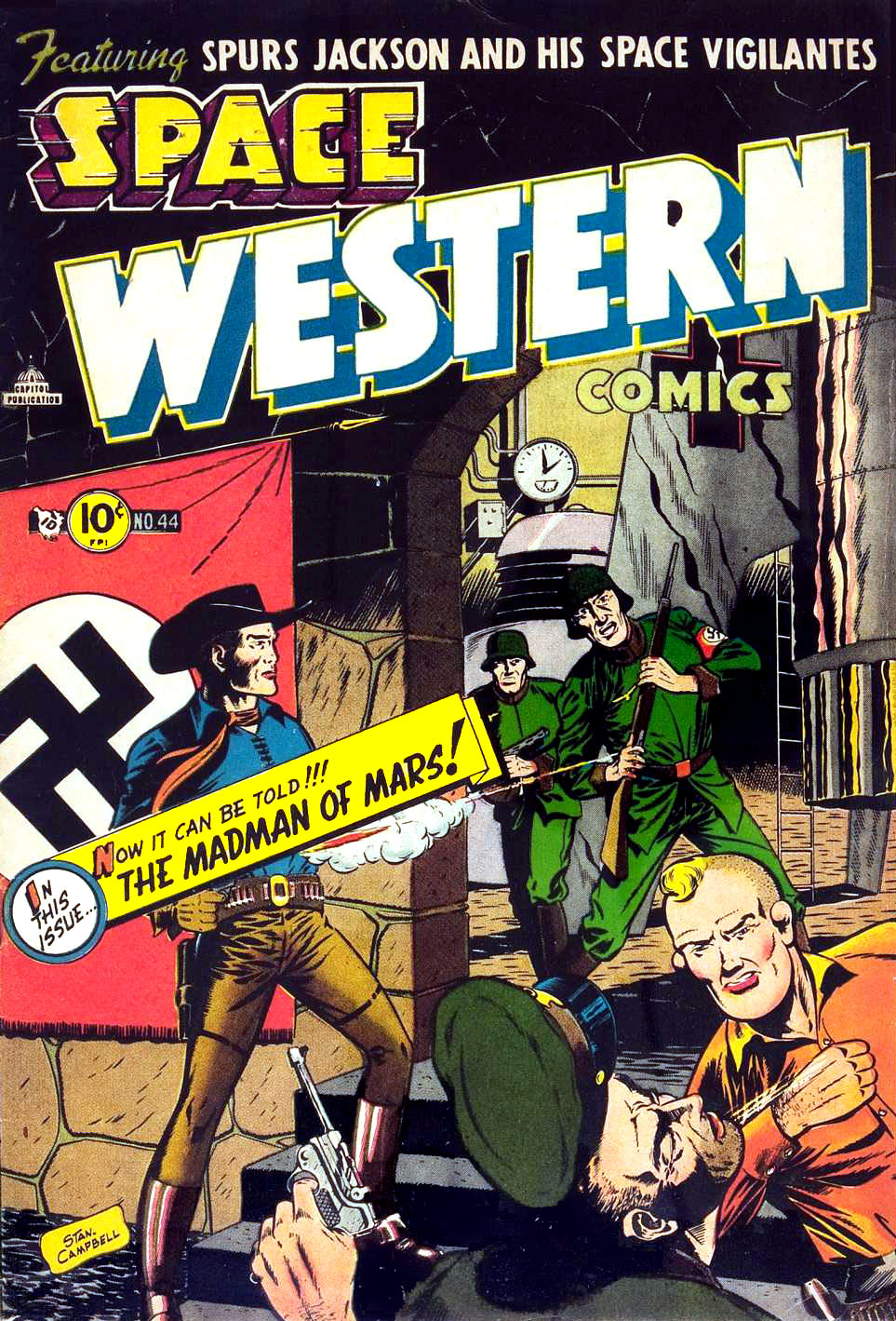
火星ナチスと闘うスペース・カウボーイを描いたパルプ・マガジンの表紙

西部劇は初期のパルプ・マガジンにおけるSF作品に影響を与え、作家たちは両方のジャンルを書いたストーリーを提示し、SF小説雑誌は時折西部劇のポスターを模倣した表紙を描いて雑誌を出版した。1930年代に入り、C・L・ムーアは最初のスペース・ウェスタン・ヒーローの1人に挙げられるノースウェスト・スミスを自身の作品に登場させた。このキャラクターは、バック・ロジャーズとフラッシュ・ゴードンにも影響を与えた。1940年代に入りスーパーヒーロー漫画の人気が低迷すると、西部劇漫画はホラー漫画と共に人気を博し、1950年代にホラー漫画がコミックス倫理規定委員会から規制対象に挙げられ低迷すると、SFやスペース・ウェスタンは一層人気を集めるようになった:10。1960年代半ばまでに古典的な西部劇の人気は低下し、修正主義西部劇が台頭した。『宇宙家族ロビンソン』や『宇宙大作戦』などのSF作品では物語にニュー・フロンティアを登場させ、『ウエストワールド』ではSFテーマをアップグレードして西部劇を活性化させた。『アウトランド』の監督ピーター・ハイアムズによると、1980年代のスタジオの責任者は西部劇に資金を出したくないと言っていたため、代わりにスペース・ウェスタンを製作したという。『スター・ウォーズシリーズ』のようなスペースオペラにもハン・ソロやボバ・フェットなどのキャラクターに西部劇の影響が強く現れており、これらの映画・テレビシリーズは西部劇のテーマとモラルを提示している。

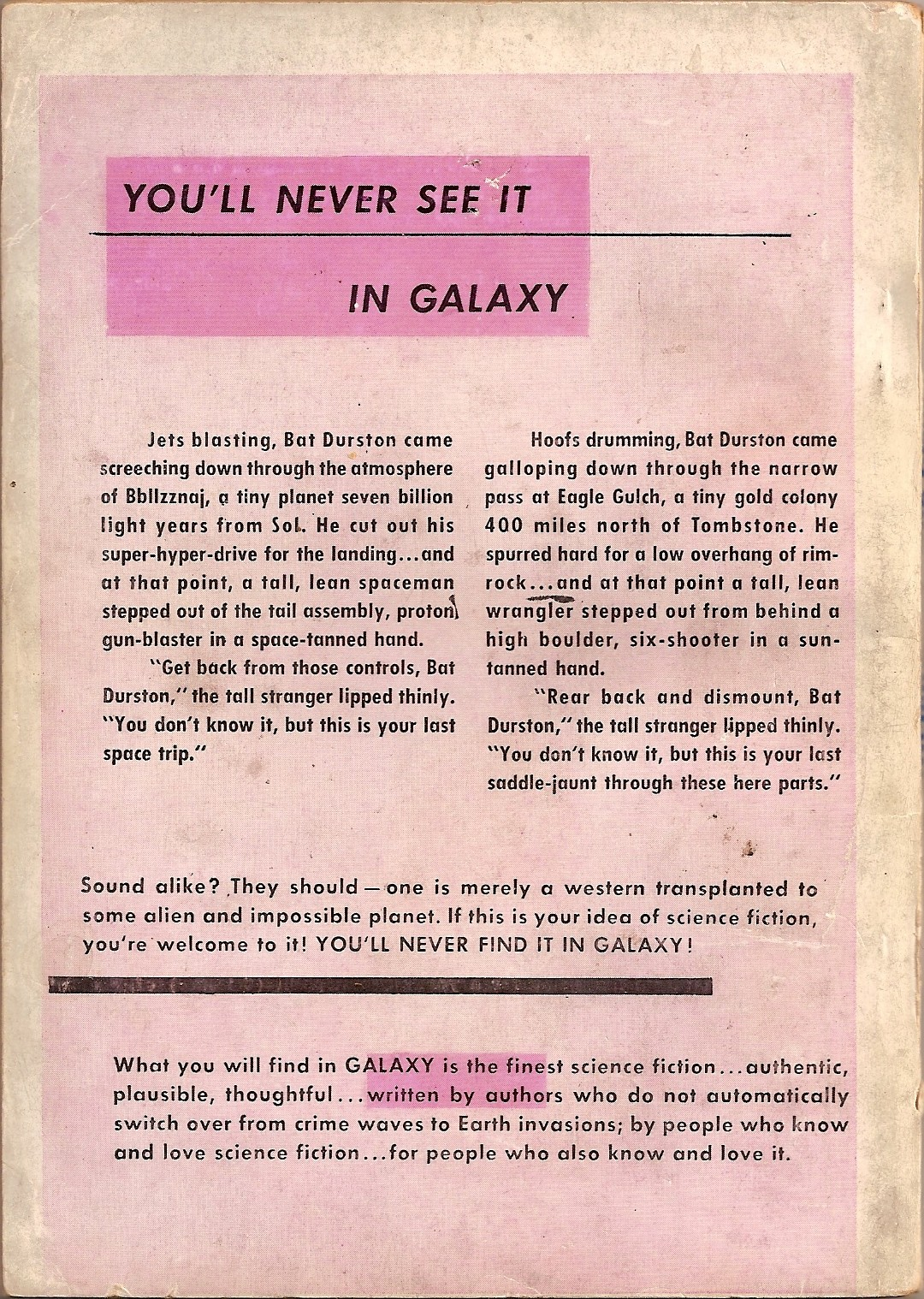
「ギャラクシーでは決して見ることはできない」と書かれた『ギャラクシー』の裏表紙

この未来のフロンティアの視点は、全てのSF作家に受け入れられたわけではなかった。ターキー・シティ・ライターズ・ワークショップが作成した『The Turkey City Lexicon』では、スペース・ウェスタンは新しい世界を創造することを避けるために、すでに確立されているバックグラウンドを利用した「最も悪質な形」と述べている。『ギャラクシー・サイエンス・フィクション』ではバット・ダーストンというキャラクターが登場するスペース・ウェスタン小説の広告を「ギャラクシーでは決して見ることはできない」という表現で掲載している。これらのスペース・ウェスタンへの批判はスペースオペラにも波及した。このようなサブジャンルへの批判は、スペース・ウェスタンはハック・ライティングであり、「真のSF小説ではない」という認識を生むことになった。スペース・ウェスタンにある根底のテーマは強い影響力を維持したものの、こうした認識は1980年代まで続いた。1980年代に入ると『アウトランド』『BraveStarr』『The Adventures of the Galaxy Rangers』の公開でスペース・ウェスタンのテーマが再認識され、1990年代には『カウボーイビバップ』『星方武侠アウトロースター』『トライガン』などの作品が登場した。2000年代には『ファイヤーフライ 宇宙大戦争』が登場し、同作は高い評価を得てスペース・ウェスタンを再評価する契機となった。また、『スタークラフト』や『Borderlands』といったゲーム作品もスペース・ウェスタンの普及に貢献している。